# Pico Culebra
Pico Culebra (en inglés: Culebra Peak) es el pico más alto de la cordillera de Culebra, un subrango de las montañas Sangre de Cristo en los Estados Unidos. Está al sur del estado de Colorado. El acceso es limitado, y una cuota (actualmente $100 por persona) se exige para subir a la cima. La propiedad y el acceso a la tierra, tanto para las actividades recreativas y otras, han sido temas polémicos durante muchos años, involucrando a múltiples demandas e incluso violencia ocasional.